# Saint-Martin-des-Monts
Saint-Martin-des-Monts är en kommun i departementet Sarthe i regionen Pays de la Loire i nordvästra Frankrike. Kommunen ligger i kantonen La Ferté-Bernard som tillhör arrondissementet Mamers. År 2022 hade Saint-Martin-des-Monts 172 invånare.

## Befolkningsutveckling
Antalet invånare i kommunen Saint-Martin-des-Monts
| Referens: INSEE |